# Định lý Taylor
Trong giải tích, định lý Taylor cho ta một đa thức xấp xỉ một hàm khả vi tại một điểm cho trước (gọi là đa thức Taylor của hàm đó) có hệ số chỉ phụ thuộc vào các giá trị của đạo hàm tại điểm đó. Định lý còn cho ta một đánh giá chính xác sai số của xấp xỉ. Định lý đặt theo tên của nhà toán học Brook Taylor, người đã tìm ra nó vào năm 1712 mặc dù kết quả được tìm ra lần đầu tiên 41 năm trước vào năm 1671 bởi James Gregory.

## Giới thiệu
Khai triển khẳng định rằng mọi hàm có đạo hàm hữu hạn đến cấp n đều có thể xấp xỉ bởi một đa thức bậc n. Một ứng đụng đơn giản của định lý là xấp xỉ hàm lũy thừa {\displaystyle e^{x}} tại điểm {\displaystyle x=0}:
{\displaystyle {\textrm {e}}^{x}\approx 1+x+{\frac {x^{2}}{2!}}+{\frac {x^{3}}{3!}}+\cdots +{\frac {x^{n}}{n!}}.}
Đa thức này được gọi là xấp xỉ Taylor bậc n của ex vì nó xấp xỉ giá trị của hàm lũy thừa bởi đa thức bậc n. Xấp xỉ này chỉ đúng khi x tiến dần về 0, và khi x càng xa điểm 0 thì xấp xỉ càng kém chính xác. Sai số của xấp xỉ (R) phụ thuộc vào phần dư bậc n:
{\displaystyle R_{n}(x)={\textrm {e}}^{x}-\left(1+x+{\frac {x^{2}}{2!}}+{\frac {x^{3}}{3!}}+\cdots +{\frac {x^{n}}{n!}}\right).}
Tổng quát, định lý Taylor áp dụng cho mọi hàm khả vi f cho ta một xấp xỉ khi x ở lân cận điểm:
{\displaystyle f(x)\approx f(a)+f'(a)(x-a)+{\frac {f''(a)}{2!}}(x-a)^{2}+\cdots +{\frac {f^{(n)}(a)}{n!}}(x-a)^{n}.}
với sai số:
{\displaystyle R_{n}(x)=f(x)-\left(f(a)+f'(a)(x-a)+{\frac {f''(a)}{2!}}(x-a)^{2}+\cdots +{\frac {f^{(n)}(a)}{n!}}(x-a)^{n}\right).}

## Định lý
Định lý đầy đủ được phát biểu như sau: Cho n là số nguyên dương và f là hàm khả vi liên tục đến cấp n trên khoảng đóng [a,x] và khả vi cấp n+1 trên khoảng mở (a,x) thì
{\displaystyle f(x)=f(a)+{\frac {f'(a)}{1!}}(x-a)+{\frac {f^{(2)}(a)}{2!}}(x-a)^{2}+\cdots +{\frac {f^{(n)}(a)}{n!}}(x-a)^{n}+R_{n}(x).}
với Rn(x) là phần dư bậc n.
Dạng Lagrange của phần dư trong công thức trên là {\displaystyle R_{n}(x)={\frac {f^{(n+1)}(\xi )}{(n+1)!}}(x-a)^{n+1}.} với {\displaystyle \xi } là số nằm giữa a và x. Công thức được chứng minh định lý này nhờ định lý Lagrange.
Ngoài ra còn có dạng tích phân của phần dư:
{\displaystyle R_{n}(x)=\int _{a}^{x}{\frac {f^{(n+1)}(t)}{n!}}(x-t)^{n}\,dt,}
với {\displaystyle f^{(n)}} là hàm liên tục tuyệt đối trên [a,x]. Kết quả được chứng minh nhờ định lý cơ bản của giải tích.

## Chứng minh
Ta sẽ chứng minh định lý với phần dư dạng tích phân.
Định lý cơ bản của giải tích cho ta:
{\displaystyle \int _{a}^{x}\,f'(t)\,dt=f(x)-f(a)} hay {\displaystyle f(x)=f(a)+\int _{a}^{x}\,f'(t)\,dt.(*)}
Ta áp dụng tích phân từng phần:
{\displaystyle \int _{a}^{x}f'(t)dt=(tf'(t))|_{a}^{x}-\int _{a}^{x}tf''(t)dt=xf'(x)-af'(a)-\int _{a}^{x}tf''(t)dt}
{\displaystyle \int _{a}^{x}xf''(t)dt=x\int _{a}^{x}f''(t)dt=xf'(x)-xf'(a)} hay {\displaystyle xf'(x)=\int _{a}^{x}xf''(t)dt+xf'(a)}
Thay vào (*) ta được:
{\displaystyle {\begin{aligned}f(x)&=f(a)+xf'(x)-af'(a)-\int _{a}^{x}\,tf''(t)\,dt\\&=f(a)+\int _{a}^{x}\,xf''(t)\,dt+xf'(a)-af'(a)-\int _{a}^{x}\,tf''(t)\,dt\\&=f(a)+(x-a)f'(a)+\int _{a}^{x}\,(x-t)f''(t)\,dt.\end{aligned}}}
Áp dụng tích phân từng phần một lần nữa ta được:
{\displaystyle f(x)=f(a)+(x-a)f'(a)+{\frac {1}{2}}(x-a)^{2}f''(a)+{\frac {1}{2}}\int _{a}^{x}\,(x-t)^{2}f'''(t)\,dt.}
Tính tương tự ta có điều phải chứng minh.
Ngoài ra còn có thể dùng quy nạp để chứng minh:
Giả sử định lý đúng ở một giá trị n nào đó tức:
{\displaystyle f(x)=f(a)+{\frac {f'(a)}{1!}}(x-a)+\cdots +{\frac {f^{(n)}(a)}{n!}}(x-a)^{n}+\int _{a}^{x}{\frac {f^{(n+1)}(t)}{n!}}(x-t)^{n}\,dt.\qquad (*)}
Ta tính tích phân cuối cùng bằng tích phân từng phần với chú ý rằng nguyên hàm của {\displaystyle (x-t)^{n}} của hàm biến t là {\displaystyle {\frac {-(x-t)^{n+1}}{n+1}}}, có:
{\displaystyle \int _{a}^{x}{\frac {f^{(n+1)}(t)}{n!}}(x-t)^{n}\,dt}
{\displaystyle {}=-\left[{\frac {f^{(n+1)}(t)}{(n+1)n!}}(x-t)^{n+1}\right]_{a}^{x}+\int _{a}^{x}{\frac {f^{(n+2)}(t)}{(n+1)n!}}(x-t)^{n+1}\,dt}
{\displaystyle {}={\frac {f^{(n+1)}(a)}{(n+1)!}}(x-a)^{n+1}+\int _{a}^{x}{\frac {f^{(n+2)}(t)}{(n+1)!}}(x-t)^{n+1}\,dt.}
Do đó định lý cũng đúng với n+1 do đó đúng với mọi n nguyên dương